# Algeria ai Giochi della XX Olimpiade
L'Algeria partecipò ai Giochi della XX Olimpiade, svoltisi a Monaco di Baviera dal 26 agosto all'11 settembre 1972, con una delegazione di 5 atleti impiegati in 2 discipline. Fu la terza partecipazione del Paese africano ai Giochi. Il portabandiera fu Azzedine Azzouzi, che raggiunse la semifinale degli 800 metri piani. Non fu conquistata nessuna medaglia.